# 布裙湖
29°15′N 95°13′E / 29.250°N 95.217°E
布裙湖，又名西工湖，是中國西藏墨脫縣背崩鄉的一個高山湖泊，海拔1545米，湖面呈弯月形，面积约0.2平方公里，周围有数股山溪汇入，湖水由北溢出注入雅魯藏布江，是全唇裂腹鱼的栖息地。